# Fontana Distribution
Fontana Distribution – firma zajmująca się dystrybucją, produkcją i sprzedażą produktów z branży muzycznej. Dystrybuuje także wydawnictwa niezależnych wytwórni oraz artystów. Jest własnością INgrooves.